# Шовковий Вадим Андрійович
Вадим Андрійович Шовковий (нар. 2 листопада 2002) — український футболіст, півзахисник новокаховської «Енергії».

## Життєпис
Народився в Каховці, Херсонська область. У ДЮФЛУ виступав за «Авангард» (Каховка), УФК (Дніпро) та «Торпедо-ВУФК» (Миколаїв).
У 2019 році підписав перший професіональний контракт, з «Енергією». У футболці новокаховського клубу дебютував 11 серпня 2019 року в переможному (1:0) домашньому поєдинку 3-о туру групи Б Другої ліги проти сімферопольської «Таврії». Дебютним голом у професіональному футболі відзначився 24 серпня 2019 року на 90-й хвилині переможного (4:0) домашнього поєдинку 5-о туру групи Б Другої ліги проти одеського «Чорноморця-2». Шовковий вийшов на поле на 80-й хвилині, замінивши Олександра Нестерука.